# À la vie à la mort (album de SDM)
Albums de SDM
Liens du 100
(2022)
Singles
1. Merci
Sortie : 19 juillet 2024
2. Toka (feat. Hamza)
Sortie : 13 septembre 2024
3. Affranchis (feat. Josman)
Sortie : 27 septembre 2024
4. Metallica (feat. Werenoi)
Sortie : 27 septembre 2024

À la vie à la mort (ou « ALVALM ») est le troisième album studio de SDM sorti le 27 septembre 2024 sous les labels 92i, Capitol et Universal. Il s'agit d'ailleurs de son dernier album sous le label 92i,.

## Contexte
Après avoir été annoncé comme nouveau jury de la troisième saison de Nouvelle École sur Netflix et avoir dominé les plateformes de streaming comme Deezer, Apple Music ou encore Spotify avec son hit issu de son précédent album Liens du 100, à savoir Bolide allemand. Le 1er décembre 2023, SDM fait son premier concert au Zénith de Paris. Durant ce concert, le rappeur français annonce la sortie d'un troisième album, intitulé À la vie à la mort pour l'année 2024. La date annoncée pour la sortie de l'album est le 27 septembre 2024. Il l'annonce et l'annoncera jusqu'à sa sortie comme son projet le plus abouti.
Le 2 septembre 2024, SDM annonce la liste des pistes de l'album (qui en contiendra 14 au total) sur son compte Instagram et lance son album en précommande. Il annonce alors la présence de Tiakola, Skread, Hamza, Josman et Werenoi sur son projet.

## Promotion
Le 14 juillet 2024, soit plus de deux mois avant la sortie de l'album, SDM interprète en exclusivité aux Ardentes 2024 un extrait de son prochain album, Merci, un hymne à la gratitude et aux remerciements pour ses fans. En fin de sa partie, son équipe jette également des t-shirts. Cinq jours plus tard, il dévoile le clip du même morceau sur YouTube. Le clip est d'ailleurs bien salué par la critique, notamment le magazine GQ qui le considère comme l'un des plus beaux clips de l'année 2024.
Puis, le 13 septembre 2024, SDM dévoile un autre morceau issu de l'album sur les plateformes de streaming, Toka, son featuring avec le rappeur Hamza, produit par Dany Synthé. Douze jours plus tard, il sort le clip vidéo du son sur YouTube. Le jour de la sortie de l'album, une série de visuels correspondant à chaque titre du projet sort sur YouTube. Le 23 janvier 2025, près de quatre mois après la sortie du projet, le clip de Cartier Santos est publié sur YouTube.

## Liste des pistes
| 1.    | Drago Malefoy                      | BBP                           | 2:15 |
| 2.    | Plus rien                          | H8mkrz, LaSource              | 3:31 |
| 3.    | Metallica (feat. Werenoi)          | Myth Syzer                    | 3:21 |
| 4.    | Pour elle                          | Myth Syzer, Butterfly         | 2:59 |
| 5.    | Jeux d'échecs                      | FRAAANKLIN                    | 3:14 |
| 6.    | Cartier Santos                     | Atake, Fabio Aguilar          | 3:03 |
| 7.    | ALVALM                             | Boumidjal, HoloMobb           | 3:18 |
| 8.    | Toka (feat. Hamza)                 | Dany Synthé                   | 2:55 |
| 9.    | Merci                              | BBP                           | 3:12 |
| 10.   | Affranchis (feat. Josman)          | Berry, H8mkrz                 | 3:50 |
| 11.   | Maintenant ça va                   | H8mkrz, Heezy Lee, Seysey, Jy | 2:27 |
| 12.   | J'y pense (feat. Tiakola & Skread) | Skread                        | 3:35 |
| 13.   | Séquoia                            | DJ Bellek, Skillano           | 3:48 |
| 14.   | Dans la tête des gens              | Junior Alaprod                | 3:19 |
| 44:47 |                                    |                               |      |

## Clips vidéo
- Merci : 19 juillet 2024
- Toka (feat. Hamza) : 25 septembre 2024
- Cartier Santos : 23 janvier 2025

## Titres certifiés en France
- Cartier Santos  Diamant[16]
- Pour elle  Diamant[17]
- Toka (feat. Hamza)  Diamant[18]
- Metallica (feat. Werenoi)  Platine[19]
- Merci  Or[20]
- Affranchis (feat. Josman)  Or[21]
- Jeux d'échecs  Or[22]

## Accueil
Sorti moins de deux ans après son deuxième album Liens du 100 qui lui a permis de s'imposer encore plus dans le paysage du rap français mainstream, À la vie à la mort connaît un succès encore plus important en France qui permet à SDM d'affirmer son rôle de tête d'affiche dans le rap français.

### Accueil commercial
Pour sa première semaine d'exploitation, À la vie à la mort réalise un excellent démarrage avec 29 409 exemplaires écoulés, soit le meilleur démarrage de la carrière de SDM. Grâce à ces résultats, l'album se hisse en seconde position du Top Albums et reste numéro 1 des ventes sur Spotify dans le monde,.
En deux semaines seulement, l'album est certifié disque d'or. Ce qui équivaut à 50 000 ventes. Il reste numéro 1 des ventes pour la trosième semaine consécutive, et son titre Pour elle, parodie et hommage à la chanson Il avait les mots de Sheryfa Luna,. Le 21 octobre 2024, SDM réalisé l'exploit de décrocher 4 singles d'or, à savoir Pour elle, Cartier Santos, Toka et Merci. Le 7 novembre 2024, l'album est certifié disque de platine (soit l'équivalent de 100 000 ventes). Puis en moins deux mois, le 5 décembre 2024, SDM décroche en un temps record un single de diamant (50 000 000 équivalents streams) pour sa chanson Cartier Santos qui passe devant Pour elle en Top Singles. Le 26 décembre 2024, c'est le morceau Pour elle qui est à son tour certifié diamant.

## Classements et certifications

### Classements hebdomadaires
| Classement (2024)            | Meilleure position |
| ---------------------------- | ------------------ |
| Belgique (Wallonie Ultratop) | 1                  |
| France (SNEP)                | 1                  |
| Suisse (Schweizer Hitparade) | 1                  |

### Certifications et ventes
| Région        | Certification | Ventes/Streams |
| ------------- | ------------- | -------------- |
| France (SNEP) | 2 × Platine   | 200 000        |